# The 4-Skins
The 4-Skins – brytyjski zespół punkrockowy.

## Historia
Został utworzony w drugiej połowie 1979 w Londynie przez: wokalistę Gary'ego Hodgesa, gitarzystę Toma "Hoxtona" McCourta, basistę Steve'a "H" Hammera oraz perkusista Gary'ego Hitchcocka. Wszyscy jego członkowie wywodzili się ze środowiska skinheadów skupionych wokół klubu piłkarskiego West Ham), którzy w latach 1977-1978 byli także związani jako roadies z zespołami tj.: Sham 69, Menace czy Cockney Rejects (Cockney Rejects Road Crew). 
Grupa zadebiutowała na scenie latem 1980 w Canning Town u boku Cockney Rejects i The Damned występując w składzie: Hodges, McCourt, Hammer oraz Micky Geggus (gitarzysta Cockney Rejects) na perkusji w miejsce Hitchcocka. Wkrótce muzycy nagrali w studiu trzy piosenki: "Chaos", "Wonderful World" oraz "A.C.A.B." z których dwie pierwsze ukazały się na wydanym przez EMI albumie kompilacyjnym Oi! The Album. 
Po odejściu Hammera basistą został McCourt, a do grupy przyjęto gitarzystę Steve'a Peara oraz perkusistę Johna Jacobsa. W tak sformowanym składzie nagrano trzy kolejne piosenki: "1984" i "Sorry", które trafiły w 1981 na album kompilacyjny Strength Thru Oi! oraz piosenkę "Evil", która została wydana na kolejnej kompilacji Carry On Oi!. W tym czasie The 4-Skins opuścili Hodges i niewiele później Pear. 
Na ich miejsce do McCourta i Jacobsa (który z perkusji przeszedł na gitarę) dołączyli: wokalista Tony "Panther" Cummins (który wcześniej był technicznym The 4-Skins) i perkusista Pete Abbot. W nowym składzie przystąpiono do nagrań materiału na pierwszy album The Good, The Bad & The 4-Skins, który ukazał się w 1982. W 1983, kiedy z zespołu odeszli Cummins, Jacobs i Abbot - McCourt zawiesił chwilowo działalność. 
Wznowił ją uzupełniając skład: wokalistą Roiem Pearce'em (ex-The Last Resort), gitarzystą Paulem Swainem oraz perkusistą Ianem Bramsonem. W takim zestawieniu grupa funkcjonowała do 1984 nagrywając dwa albumy: studyjny A Fistful of...4-Skins (1984) oraz From Chaos to 1984 (Live).
W 2007 Hodges i Hammer reaktywowali The 4-Skins z gitarzystą Mickeyem Geggusem (Cockney Rejects) i perkusistą Andym Russellem. Od 2008 oprócz Hodgesa grupę tworzą: gitarzyści Jod "Big Gun" Spiro i Big Tom oraz basista Bakes i perkusista Sedge. W 2010 ukazał się album studyjny The Return.

## Muzycy

### Obecny skład
- Gary Hodges – śpiew (1979-1981; od 2007)
- Jod "Big Gun" Spiro – gitara, śpiew (od 2008)
- Big Tom – gitara (od 2008)
- Bakes – gitara basowa (od 2008)
- Sedge – perkusja (od 2008)

### Byli muzycy
- Tom "Hoxton" McCourt – gitara (1979-1980), gitara basowa (1980-1984)
- Steve "H" Hammer – gitara basowa (1979-1980; 2007)
- Gary Hitchcock – perkusja (1979-1980)
- Mickey Geggus – perkusja (1980), gitara (2007)
- Steve "Rockabilly" Pear – gitara (1980-1981)
- John Jacobs – perkusja (1980-1981), gitara (1981-1983)
- Tony "Panther" Cummins – śpiew (1981-1983)
- Pete Abbot – perkusja (1981-1983)
- Roi "Last Resort" Pearce – śpiew (1983-1984)
- Paul Swain – gitara (1983-1984)
- Ian Bramson – perkusja (1983-1984)
- Andy Russell – perkusja (2007)

## Dyskografia

### Albumy
- The Good, The Bad & The 4-Skins (1982)
- A Fistful of...4-Skins (1983)
- From Chaos to 1984 (Live) (1984)
- Singles & Rarities (2000)
- The Secret Life of the 4 Skins (2001)
- The Return (2010)

### Single
- "One Law for Them" / "Brave New World" (1981)
- "Yesterdays Heroes" / "Justice" / "Get Out Of My Life" (1981)
- "Low Life" / "Bread Or Blood" (1982)

### Kompilacje różnych wykonawców
- Oi! The Album (1980) – utwory: "Wonderful World" i "Chaos"
- Strength Thru Oi! (1981) – utwory: "1984" i "Sorry"
- Carry On Oi! (1981) – utwór: "Evil"
- The Secret Life of Punks (1982) – utwory: "One Law for Them" i "Yesterday's Heroes"
- Son of Oi! (1983) – utwór: "On the Streets"
- Lords of Oi! (1997) – utwory: "Clockwork Skinhead", "Plastic Gangster" i "Summer Holiday"
- Kings of Street Punk (2007) – utwory: "Glory Days" i "Chaos 2007" -